# René Domke

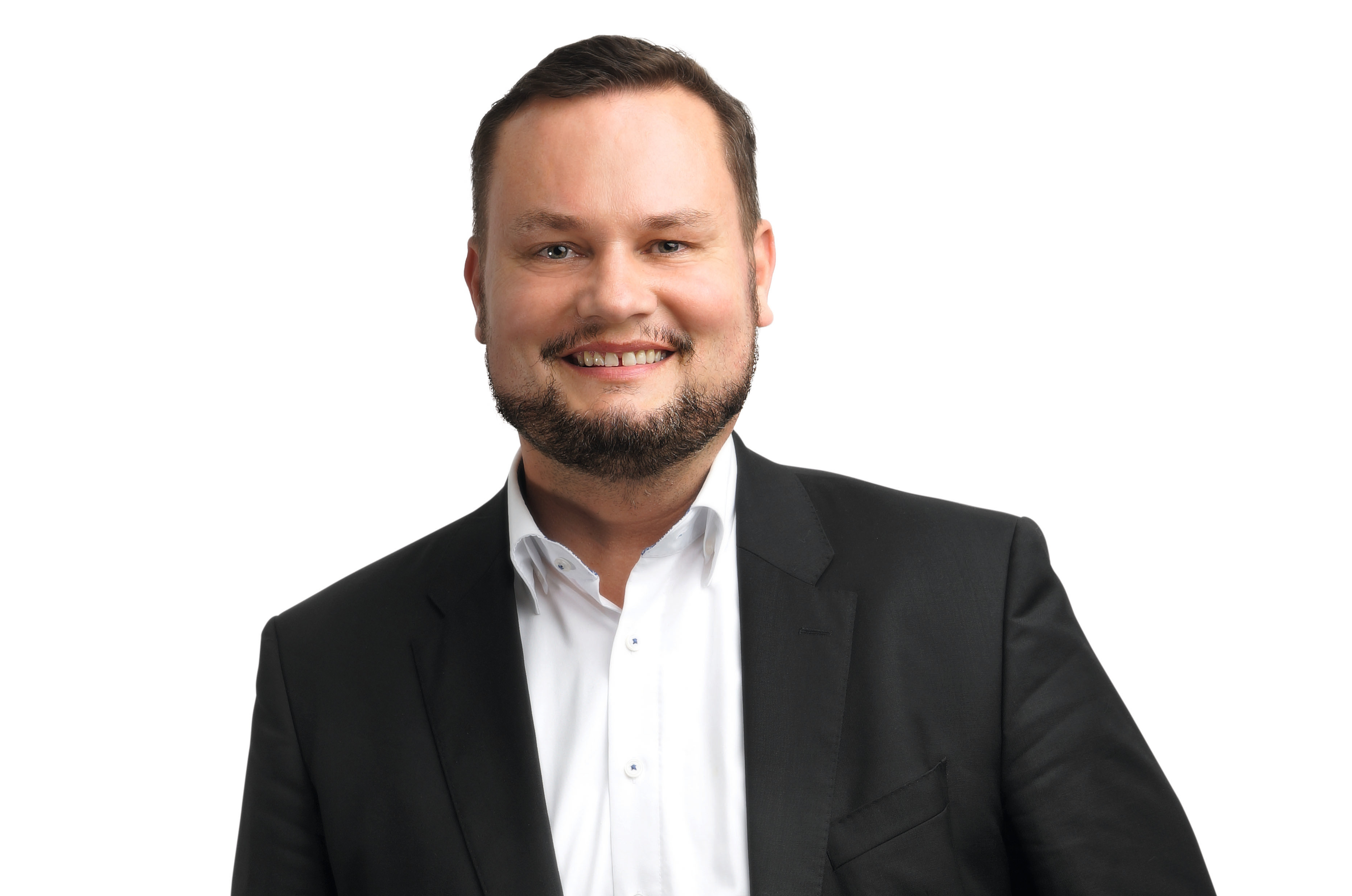
René Domke (2016)

René Domke (* 6. Februar 1972 in Wismar) ist ein deutscher Politiker (FDP). Seit 2013 ist er Landesvorsitzender der FDP Mecklenburg-Vorpommern. Seit 2021 ist er Abgeordneter des Landtags von Mecklenburg-Vorpommern und Vorsitzender der dortigen FDP-Fraktion.

## Leben und Beruf
René Domke schloss die Polytechnische Oberschule „Michail Kalinin“ in Wismar mit der zehnten Klasse ab. 1990 erwarb er das Abitur am Geschwister Scholl Gymnasium. Danach absolvierte Domke ein Studium an der Verwaltungsfachhochschule Kiel-Altenholz, welches er 1994 als Diplom-Finanzwirt (FH) abschloss. Ab 1994 arbeitete er in der Finanzverwaltung von Mecklenburg-Vorpommern.

## Politische Laufbahn
Ab 1992 war Domke Kreisvorsitzender der Jungen Liberalen Mecklenburg-Nordwest. 2002 trat er der FDP bei und wurde stellvertretender Vorsitzender des Kreisverbands Wismar. 2006 wurde René Domke Mitglied der Bürgerschaft Wismar. Drei Jahre später wurde er Kreisvorsitzender in Wismar sowie FDP-Fraktionsvorsitzender in der Bürgerschaft. 2013 wurde René Domke Landesvorsitzender der FDP Mecklenburg-Vorpommern und Mitglied im Bundesvorstand der FDP. 2019 wurde René Domke in den Kreistag von Nordwestmecklenburg wiedergewählt und ist dort Vorsitzender der Fraktion FDP/PIRATEN.
Bei der Landtagswahl in Mecklenburg-Vorpommern 2021 errang die FDP einen Stimmenanteil von 5,8 % und ist damit im Landtag vertreten. René Domke wurde als Spitzenkandidat der FDP über die Landesliste Landtagsabgeordneter. Anschließend wurde er zum Fraktionsvorsitzenden gewählt.